# Municipio de Liberty (condado de Jackson, Kansas)
El municipio de Liberty (en inglés: Liberty Township) es un municipio ubicado en el condado de Jackson en el estado estadounidense de Kansas. En el año 2010 tenía una población de 510 habitantes y una densidad poblacional de 5,57 personas por km².

## Geografía
El municipio de Liberty se encuentra ubicado en las coordenadas 39°31′59″N 95°44′12″O / 39.53306, -95.73667. Según la Oficina del Censo de los Estados Unidos, el municipio tiene una superficie total de 91.52 km², de la cual 91,4 km² corresponden a tierra firme y (0,13 %) 0,12 km² es agua.

## Demografía
Según el censo de 2010, había 510 personas residiendo en el municipio de Liberty. La densidad de población era de 5,57 hab./km². De los 510 habitantes, el municipio de Liberty estaba compuesto por el 97,25 % blancos, el 0,78 % eran amerindios, el 0,39 % eran asiáticos y el 1,57 % eran de una mezcla de razas. Del total de la población el 1,18 % eran hispanos o latinos de cualquier raza.